# Kristina Ziemer-Falke
Kristina Ziemer-Falke (geb. Falke; * 19. November 1981 in Bochum) ist eine deutsche Hundetrainerin und Autorin von Hundebüchern.

## Wirken
Kristina Ziemer-Falke ist durch die niedersächsische Tierärztekammer und die Veterinärmedizinische Universität Wien als Hundetrainerin zertifiziert. Ziemer-Falke ist als Dozentin und Ausbilderin, als Hundetrainerin und kynologische Verhaltensberaterin sowie als Sachverständige für Hundeverhalten und Prüferin tätig. Seit 2013 ist sie Mitglied im Prüfungsausschuss der Tierärztekammer Niedersachsen und zuständig für die Zertifizierung von Hundetrainern.
Als Autorin hat sie mehrere Sachbücher veröffentlicht und schreibt regelmäßig für Fachzeitschriften und -magazine.

## Publikationen
- Kristina Falke: Schnüffelspaß für Hunde. Gräfe und Unzer, München 2010, ISBN 978-3-8338-1932-2.
- Kristina Falke: Hund und Kind. Beste Freunde. Gräfe und Unzer, München 2010, ISBN 978-3-8338-1713-7.
- Kristina Falke, Jörg Ziemer: Entspannt allein. So klappt das Alleinbleiben bei jedem Hund. Kosmos, Stuttgart 2012, ISBN 978-3-440-12301-0.
- Kristina Falke, Jörg Ziemer: Der neue Hundeführerschein – leicht gemacht. ZSR, Oldenburg 2013, ISBN 978-3-942295-11-6.
- Kristina Falke, Jörg Ziemer: Spiel und Sport für Hunde. Action, Tricks & Schnüffelspaß. Kosmos, Stuttgart 2014, ISBN 978-3-440-13773-4.
- Kristina Ziemer-Falke, Jörg Ziemer, Victoria Burkholder: Fallbeispiele für Hundetrainer: Die 12 häufigsten Verhaltensprobleme. Kynos, Nerdlen 2015, ISBN 978-3-95464-034-8.
- Kristina Ziemer-Falke, Jörg Ziemer: Neue Fallbeispiele für Hundetrainer. Kynos, Nerdlen 2017, ISBN 978-3-95464-128-4.
- Kristina Ziemer-Falke, Jörg Ziemer, Victoria Burkholder, Torben Ziemer: Mützenklau und Nasenkuss oder Warum Hunde trotzdem toll sind. Zweihorn, Neureichenau 2017, ISBN 978-3-94319-936-9.
- Kristina Ziemer-Falke: Welpen Basics. Alles, was Hundehalter wissen müssen. Gräfe und Unzer, München 2017, ISBN 978-3-83385-920-5
- Kristina Ziemer-Falke, Jörg Ziemer, Simone Hartstein: DIY DOG. Einfach selbstgemacht! Für Hunde. Und kreative Menschen. F & O, Berlin 2018, ISBN 978-3-95693-042-3.
- Jörg Ziemer, Kristina Ziemer-Falke: Hunde erziehen. Der Problemlöser. BLV, München 2018, ISBN 978-3-83541-859-2.
- Kristina Ziemer-Falke, Jörg Ziemer: 33 Berufe rund um den Hund. Vom Hobby zum Beruf. ZSR, Oldenburg 2018, ISBN 978-3-942295-18-5.